# Messerschmitt P. 1101

O Messerschmitt P. 1101 foi um protótipo de avião a jato de asas retráteis. Fez parte do projeto de Caça de Emergência, iniciado pela Luftwaffe em julho 1944, que visava ter um caça mono turbojato que poderia fazer frente aos caças e bombardeiros aliados. Após a Segunda Guerra Mundial os americanos confiscaram seu projeto e com base nele desenvolveram o Bell X-5. O design desta aeronave veio e influenciar a aviação militar ao longo de várias décadas após a Segunda Guerra Mundial.
|  |  |